# Фадеев, Василий Семёнович
Василий Семёнович Фадеев (1900—1962) — деятель советской угольной промышленности, Герой Социалистического Труда (1948).

## Биография

Могила Фадеева на Новодевичьем кладбище Москвы.

Василий Семёнович Фадеев родился 21 января 1900 года.
В течение многих лет возглавлял угольный комбинат «Ворошиловградуголь». В годы Великой Отечественной войны, работая в прифронтовых условиях, организовывал отгрузку угля для нужд фронта, подрыв комбината и его быстрое восстановление после освобождения Ворошиловградской области. Лично выезжал в прифронтовые районы. Под его руководством комбинат досрочно выполнял все планы угледобычи. В послевоенное время продолжал руководить комбинатом.
Указом Президиума Верховного Совета СССР от 28 августа 1948 года Василий Семёнович Фадеев был удостоен высокого звания Героя Социалистического Труда с вручением ордена Ленина и медали «Серп и Молот».
Переехав в Москву, Фадеев работал заместителем министра угольной промышленности СССР. Избирался кандидатом в члены ЦК Коммунистической партии Украинской ССР. Скончался 22 декабря 1962 года, похоронен на Новодевичьем кладбище Москвы.